# Jeong Eun-kyeong
Jeong Eun-kyeong (Hangul: 정은경, Hanja: 鄭銀敬, Hán-Việt: Trịnh Ngân Kính, sinh ngày 9 tháng 7 năm 1965) là tiến sĩ y khoa và chuyên gia về bệnh truyền nhiễm người Hàn Quốc, hiện đang giữ chức vụ giám đốc của KCDC (Trung tâm Kiểm soát và Phòng ngừa Dịch bệnh Hàn Quốc). Bà được tổng thống Hàn Quốc Moon Jae-in bổ nhiệm vào tháng 7 năm 2017. Jeong là người phụ nữ đầu tiên lãnh đạo KCDC kể từ khi cơ quan này được thành lập cũng như Viện Y tế Quốc gia (KNIH) trước đó vào các năm 2003 và 1981.
Trước khi được đề cử làm người đứng đầu KCDC, Jeong đã lãnh đạo Trung tâm Phòng ngừa Khẩn cấp về Sức khỏe Cộng đồng. Năm 2015, trong đợt bùng phát đại dịch MERS tại Hàn Quốc, bà phụ trách công tác truyền thông và xử lý khủng hoảng do virus MERS-CoV gây ra với tư cách là người đứng đầu trung tâm phụ của KCDC. Bà cũng là người đứng đầu Trung tâm phòng chống dịch bệnh của KCDC và Phòng nghiên cứu và kiểm soát các bệnh mãn tính. Bà lần đầu tiên gia nhập cơ quan này sau KNIH, trong vai trò nhà nghiên cứu vào năm 1995.
Bà tốt nghiệp Đại học Quốc gia Seoul với 3 văn bằng: Cử nhân y khoa, Thạc sĩ y tế công cộng và Tiến sĩ y học dự phòng.
Tháng 9 năm 2020, bà được tạp chí Time vinh danh trong Danh sách 100 người có ảnh hưởng nhất thế giới năm 2020.